# Rosalba Campra
Rosalba Campra (Córdoba, ...) è una scrittrice argentina.
Dopo aver conseguito la laurea in Letteratura francese presso l'Università di Córdoba e in seguito all'Università di Roma discutendo una tesi di narratologia, Rosalba Campra, che tuttora vive a Roma, si è dedicata all'insegnamento ottenendo la carica di professore ordinario presso l'Università romana dove insegna Letteratura Ispanoamericana.
Particolarmente interessata al genere fantastico, la scrittrice ha perfezionato i suoi studi presso l'Università di Nancy e quella di Parigi, la Paris VII: Denis Diderot approfondendo la sua preparazione sul cinema e sul teatro.
Fa parte del Comitato scientifico del "Centro Studi Internazionale on line sul Fantastico" fondato a Napoli dal sociologo della letteratura Romolo Runcini.
Ha scritto numerosi saggi riguardanti la letteratura ispanoamericana e si è particolarmente interessata ai problemi inerenti alla teoria letteraria.
Autrice anche di opere di narrativa, alcuni dei suoi scritti sono stati tradotti in italiano:
- I racconti di Malos Aires pubblicati dalla casa editrice Fahrenheit 451 nel 1993 un testo di racconti di genere gotico-fantastico composto da favole, brevi storie e apologhi, dove, intorno alla città della memoria di Malos Aires, passano, fugaci ma lasciando le loro tracce, i personaggi dell'incantesimo: draghi, principesse e gitani.
- Territori della finzione. Il fantastico nella letteratura edita da Carocci nel 2000.
- America latina: l'identità e la maschera pubblicato da Editori Riuniti nel 1982, ristampato da Meltemi nel 2006 e dalle Edizioni Arcoiris nel 2013.
- L'anno dell'arcangelo, edita dalla casa editrice Il Filo per la nuova collana Albatros nel 2007.

Sempre nel 2007 ha curato il primo volume delle Opere di Gabriel García Márquez nella collana I Meridiani di Mondadori.

## Opere
- I racconti di Malos Aires - Fahrenheit 451, 1993
- La selva en el damero: espacio literario y espacio urbano en América Latina, Giardini editori e stampatori, 1989
- Territori della finzione: il fantastico in letteratura, Carocci, 2000
- La realtà e il suo anagramma: il modello narrativo nei racconti di Julio Cortazar - Giardini, 1979
- America Latina: l'identità e la maschera, Editori Riuniti, 1982
- America Latina: l'identità e la maschera, Meltemi, 2006
- America Latina: l'identità e la maschera, Edizioni Arcoiris, 2013
- Escrituras del yo: España e Hispanoamérica, Bagatto, 1999
- Il genere dei sogni, Sestante 2005
- L'esperienza del fantastico tra lettura e scrittura, in Roberto Colonna (a cura di), Il fantastico. Tradizioni a confronto, Salerno, Edizioni Arcoiris, 2014